# East Ayrshire
East Ayrshire (gälisch Siorrachd Inbhir Àir an Ear) ist eine von 32 Council Areas in Schottland. Zusammen mit South Ayrshire und North Ayrshire (ohne die Insel Arran) ist es Bestandteil der traditionellen Grafschaft Ayrshire.

## Geographie
East Ayrshire ist ein fruchtbarer und blühender Landstrich mit üppigem Weideland und zahlreichen Feldern, der zu den schottischen Lowlands gehört. Zahlreiche kleinere Waldflächen und Hecken (vor allem Ginster) lockern hügelige Landschaft zusätzlich optisch auf. Im Süden, an der Grenze zu Dumfries and Galloway nimmt die Landschaft allmählich hochmoorartigen Charakter an. East Ayrshire gehört zu den wenigen Verwaltungsbezirken in Schottland ohne direkten Zugang zum Meer.

### Klima
Wie das Wetter im Westen Schottlands insgesamt bestimmt der atlantische Golfstrom das Wetter in East Ayrshire. Die Sommer sind mäßig warm mit Temperaturen, die nur selten deutlich über 20 °C ansteigen. Die Winter hingegen sind mild mit nur vereinzelten und dann meist kurzen Frostperioden. Aufgrund der konstanten Atlantikwinde ist das Wetter insgesamt wechselhaft.

## Orte
| - Auchinleck - Catrine - Craigmalloch - Crosshouse - Cumnock - Dalcairney - Dalmellington - Dalrymple - Darvel - Drongan | - Dunlop - Galston - Greenholm - Hurlford - Kilmarnock - Kilmaurs - Mauchline - Moscow - Muirkirk - Netherthird | - New Cumnock - Newmilns - Ochiltree - Patna - Riccarton - Sorn - Stair - Stewarton - Trabboch - Waterside |

## Sehenswürdigkeiten

### Schlösser und Burgen
- Barr Castle, Galston
- Caprington Castle, bei Kilmarnock
- Carnell Castle, bei Craigie
- Cessnock Castle, Galston
- Craufurdland Castle, bei Kilmarnock
- Dean Castle, Kilmarnock
- Kilmaurs Place, Kilmaurs
- Kilmaurs Castle, Kilmaurs
- Kingencleugh Castle, bei Mauchline
- Loch Doon Castle
- Loudoun Castle, bei Galston
- Mauchline Castle, Mauchline
- Newmilns Tower, Newmilns
- Rowallan Castle, bei Kilmaurs
- Sorn Castle, Sorn
- Terringzean Castle, bei Cumnock

### Museen und Theater
- The Baird Institute, Cumnock
- Burns House Museum, Mauchline
- Dean Castle and Country Park, Kilmarnock
- The Dick Institute, Kilmarnock
- Doon Valley Museum, Dalmellington
- Grand Hall, Kilmarnock
- Kilmaurs Museum, Kilmaurs
- National Burns Memorial, Mauchline
- Palace Theatre, Kilmarnock

### Weitere
- Dalcairney Falls, Dalcairney
- Dalmellington Mote, Dalmellington
- Dunlop Hill, Dunlop
- Keir Hardie Memorial, Cumnock
- Kay Park, Kilmarnock
- Loudoun Hill, Irvine Valley
- Robert Burns Cairn, New Cumnock
- siehe auch: Liste der Kategorie-A-Bauwerke in East Ayrshire

## Persönlichkeiten
- Johnnie Walker (1805–1857) verkaufte seinen „Walker’s Kilmarnock Whisky“ in Kilmarnock. Der Whisky wurde unter dem Namen „Johnnie Walker’s“ weltberühmt. Eine Statue in Kilmarnocks Stadtzentrum erinnert an ihn.
- Andrew Fisher (1862–1928) verbrachte seine frühen Jahre als Bergarbeiter in seinem Geburtsort Crosshouse und wurde später Premierminister von Australien.
- James Keir Hardie (1856–1915), Gründer der Labour Party, lebte für viele Jahre in Cumnock. Eine Büste vor der Cumnock Town Hall erinnert an ihn.
- Alexander Fleming (1881–1955), der Entdecker des Penicillins und spätere Nobelpreisträger wurde auf einer Farm in der Nähe von Darvel geboren und absolvierte hier und an der Kilmarnock Academy seine Schulausbildung. Eine Büste auf dem Hastings Square in Darvel erinnert an ihn.
- Bill Shankly (1913–1981), ein bekannter britischer Fußballtrainer wurde in Glenbuck geboren.
- John Boyd Orr (1880–1971) war ein schottischer Arzt und Biologe, der 1949 den Friedensnobelpreis erhielt. Er wurde in Kilmaurs geboren.

## Politik
Der Council von East Ayrshire umfasst 32 Sitze, die sich wie folgt auf die Parteien verteilen:
| Partei                  | Sitze |
| ----------------------- | ----- |
| Scottish National Party | 14    |
| Scottish Labour         | 9     |
| Scottish Conservatives  | 6     |
| Unabhängig              | 2     |
| The Rubbish Party       | 1     |